# Лесниково (Подозерское сельское поселение)
 Лесниково — деревня в Комсомольском районе Ивановской области. Входит в состав Подозёрского сельского поселения.

## География
Находится в западной части Ивановской области на расстоянии приблизительно 19 км на север по прямой от районного центра города Комсомольска.

## История
В 1872 году здесь (деревня Нерехтского уезда Костромской губернии) было учтено 15 дворов, в 1907 году — 15 дворов.

## Население
Постоянное население составляло 82 человека (1872 год), 88 (1897), 82 (1907), 4 в 2002 году (русские 100 %), 6 в 2010.